# Луковица памяти
«Луковица памяти» (нем. Beim Häuten der Zwiebel) — автобиографический роман Гюнтера Грасса, выпущенный в 2006 году немецким издательством «Steidl». Первый из условной трилогии, в которой автор в романной форме подводит итоги своей творческой деятельности. Двумя другими книгами серии стали «Фотокамера» (2008) и «Слова Гримм» (2010).

## Сюжет и композиция
Ключевым, сюжетообразующим является концепт многослойности человеческой памяти, который автор воплощает в образе луковицы. 

 Память, если донимать её вопросами, уподобляется луковице: при чистке обнаруживаются письмена, которые можно читать — букву за буквой. Только смысл редко бывает однозначным, а письмена выполнены зеркальным шрифтом или ещё как-нибудь зашифрованы.
События романа затрагивают период с 1 сентября 1939 года, когда началась Вторая мировая война, и до 1959 года, когда был опубликован дебютный роман Грасса «Жестяной барабан».
Повествовательной особенностью романа является постоянная саморефлексия автора и обращение к собственной памяти в целях проверки подлинности тех или иных фактов биографии. Утверждение автора о том, что «память часто играет с ним в игры» позволяет ему облекать факты в художественную форму.
Так, например, в главе «С гостями за столом» автор описывает эпизод из времен своего пребывания в лагере для военнопленных в Бад-Айблинге после окончания Второй мировой. Грасс описывает игру в кости со своим солагерником по имени Йозеф, родом из Баварии:  

Вот он, зовут его Йозеф, он пытается в чем-то убедить меня, говорит настойчиво, но тихо, почти нежно и никак не идет у меня из головы.

Я мечтал об одной профессии, он о другой.

Я утверждал, что истин много.

Он говорил, что истина одна.

Я признавался, что больше ни во что не верю.

Он провозглашал догму за догмой. 

Я кричал: Йозеф, ты, верно, хочешь стать Великим инквизитором или метишь ещё выше?
В этом эпизоде усматривается намёк автора на то, что его солагерником был Папа Римский Йозеф Ратцингер. Немецкие журналисты обратились с официальным запросом в Ватикан с целью подтверждения или опровержения этой информации, но ответа не получили.
Ещё одной отличительной чертой «Луковицы памяти» является объяснение автором множества образов и персонажей из своих предыдущих романов, которые имели реальные прототипы в жизни. Кроме того, из описаний детства Грасса становится очевидной автобиографичность многих героев его романов, в том числе Оскара Мацерата из «Жестяного барабана».

## Скандал
С публикацией романа связан скандал, который едва не стоил автору его репутации. Обвинители Грасса говорили даже о целесообразности лишения его Нобелевской премии по литературе. Сутью скандала являлось признание автором на страницах романа факта своей службы в войсках СС. Ранее Грассом никогда не скрывалось то, что в сентябре 1944 года, в возрасте 17 лет, он был призван в ряды немецкой армии. Возмущение же вызвал именно факт службы в рядах СС.
Формально скандал разгорелся ещё до выхода романа в свет, после публикации интервью с Грассом в немецкой газете «Франкфуртер Альгемайне». В комментарии Франка Ширрмахера, издателя газеты, опубликовавшей интервью, прозвучал ключевой вопрос развернувшейся впоследствии общественной дискуссии: почему Грасс долгих шестьдесят лет скрывал свою принадлежность к войскам СС?
В этой истории автор занял ту позицию, что он откровенно заговорил о своем прошлом по собственной воле, без принуждения. Кроме того, позже выяснилось, что о факте службы в войсках СС Грасс не раз упоминал в частных беседах с коллегами. Так, например, австрийский писатель Роберт Шиндель подтверждает этот факт и называет свидетелей подобных разговоров.
Кроме того, Ширрмахером был вынесен ещё один вопрос на публичное обсуждение: почему признание состоялось только теперь, в 2006 году? По его мнению у Грасса и прежде была возможность публично признать постыдный факт своей биографии. По этому поводу автор лишь повторил свою убежденную позицию, которой он давно придерживался — он и прежде последовательно осуждал тех, кто защищал своё нацистское прошлое, недостаточно решительно отказывался от него, умалял свою собственную ответственность в преступлениях режима.

## Главы романа
- Пергамент под пергаментом
- Инкапсулы
- Его звали Нельзя-нам-этого
- Как я страху учился
- С гостями за столом
- На земле и под землей
- Третий голод
- Как я стал курильщиком
- Воздух Берлина
- Пока рак бесшумно…
- Что мне подарили на свадьбу